# Социальное учение Католической церкви
Социа́льное уче́ние Римско-католи́ческой це́ркви представляет собой корпус доктринальных текстов в католичестве, в которых обсуждаются вопросы социальной справедливости и социального равенства, включая бедность и богатство, экономики, социальной организации и роль государства. Считается, что его основания были заложены папой Львом XIII в энциклике Rerum Novarum (1891), в которой отстаивался экономический дистрибутизм, осуждались капитализм и социализм, хотя своими корнями это учение уходит в работы таких католических авторов, как Фома Аквинский и Аврелий Августин. Оно также восходит к концепциям, присутствующим в Библии и культуре Древнего Ближнего Востока.
Согласно папе Бенедикту XVI, католическое социальное учение «просто желает внести вклад в очищение разума и помочь в том, чтобы признать, а затем и осуществить, здесь и сейчас, то, что является справедливым. …[Церковь] обязана вступить в эту борьбу [за справедливость] путём рационального аргументирования, и её долг — пробудить духовные силы, без которых справедливость… не может утвердиться и процветать». Согласно папе Иоанну Павлу II, основания этого учения «покоится на трехчастном основании — человеческом достоинстве, солидарности и субсидиарности». Всё это отражает элементы еврейского закона и пророческих книг Ветхого Завета, а также учение Иисуса Христа, зафиксированное в Новом Завете (например, его утверждение, что «так как вы сделали это одному из сих братьев Моих меньших, то сделали Мне».
Отличительной чертой католического социального учения является последовательная критика модерна, социальной и политической идеологии как левых, так и правых: либерализм, коммунизм, феминизм, атеизм социализм,, фашизм, капитализм и нацизм были осуждены (как минимум в их чистых формах) несколькими папами с конца XIX века.
Католическое социальное учение всегда пыталось найти равновесие между заботой обо всём обществе, особенно о самых слабых и бедных, с одной стороны, и уважением к человеческой свободе, включая право на частную собственность, с другой.

## История
Принципы католического социального учения, хотя, чаще всего, имеют более древнее происхождение, впервые стали организовываться в систему в конце XIX века. С тех пор следующие друг за другом Папы Римские развивали его преимущественно в своих энцикликах.

### Папа Лев XIII

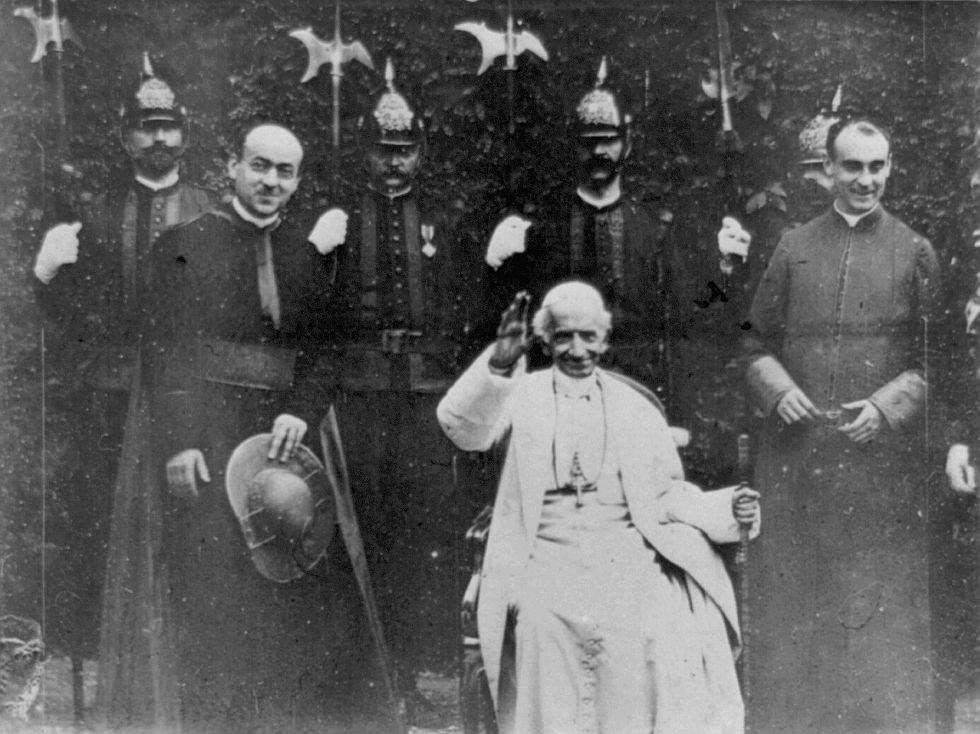
Лев XIII (в белом) в 1898 году

Публикация энциклики Rerum novarum Папы Льва XIII в 1891 году отмечает начало процесса развития распознаваемого корпуса социального учения Католической церкви. Она касается личностей, систем и структур, которые являются интегральными составляющими миссии Церкви. За годы, прошедшие с момента публикации Rerum novarum, появилось немалое количество энциклик и посланий, которые касались социальных вопросов; различные формы католического действия появились по всему миру; социальная этика преподается в школах и семинариях. 
В честь 40-летнего юбилея Rerum novarum, Папа Пий XI опубликовал энциклику Quadragesimo Anno, в которой он развивал темы, затронутые в энциклике его предшественника.

### Папа Иоанн XXIII

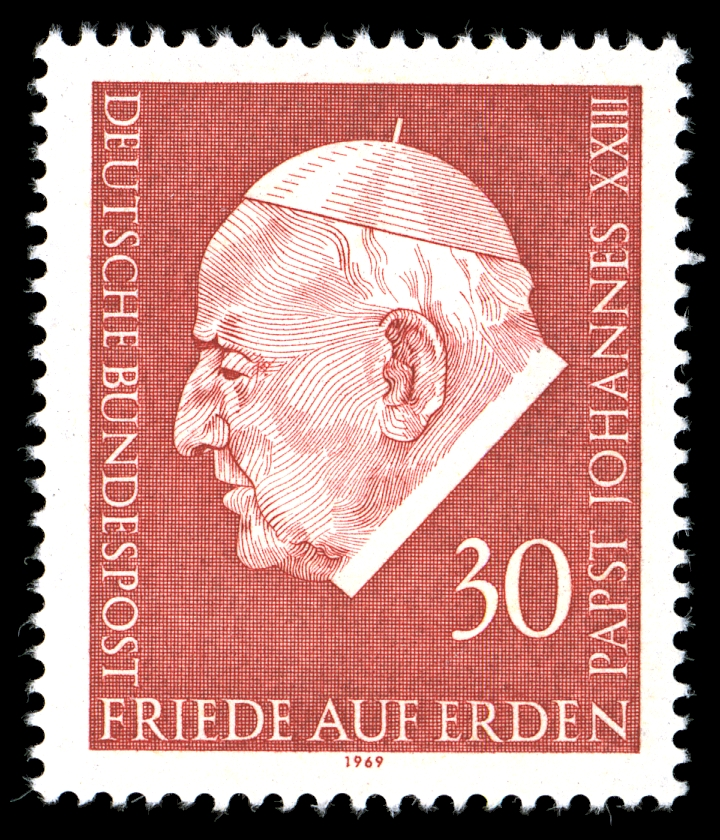
Папа Иоанн XXIII, изображение на немецкой марке

Дальнейшее развитие пришлось на период после Второй мировой войны, когда внимание многих обратилось к проблемам социального и экономического развития, а также к международным отношениям. 15 мая 1961 года Папа Иоанн XXIII опубликовал энциклику Mater et Magistra, сопровождавшуюся подзаголовком «Христианство и социальный прогресс». В этой энциклике развивалась социальная доктрина Церкви, охватывавшая отношения между богатыми и бедными народами, анализировалось обязательство богатых стран помогать бедным, уважая при этом культуры последних. Этот анализ также включал рассмотрение угрозы всеобщему миру, которую порождает дисбаланс глобальной экономики. 11 апреля 1963 года Папа Иоанн развил эту тему в энциклике Pacem in Terris (с лат. — «Мир на Земле»), которая стала первой энцикликой, обращенной как к католикам, так и к не-католикам. В ней Папа увязывает утверждение всеобщего мира с положением в его основание должных прав и обязанностей личности, социальных групп и государств, от локального до международного уровней. Он призвал католиков к пониманию и применению социального учения Церкви:
«Мы вновь призываем наших чад исполнять свой долг — принимать деятельное участие в общественной жизни и содействовать осуществлению общего блага всего человечества и своих государств. В свете веры и движимые любовью, прилагайте усилия к тому, чтобы учреждения, созданные для экономических, социальных, культурных и политических целей, не препятствовали, а помогали людям совершенствоваться как в мирском, так и в духовном плане».
Этот документ, опубликованный на пике холодной войны, также содержал осуждение гонки ядерных вооружений и призыв к усилению ООН.

### Второй Ватиканский собор

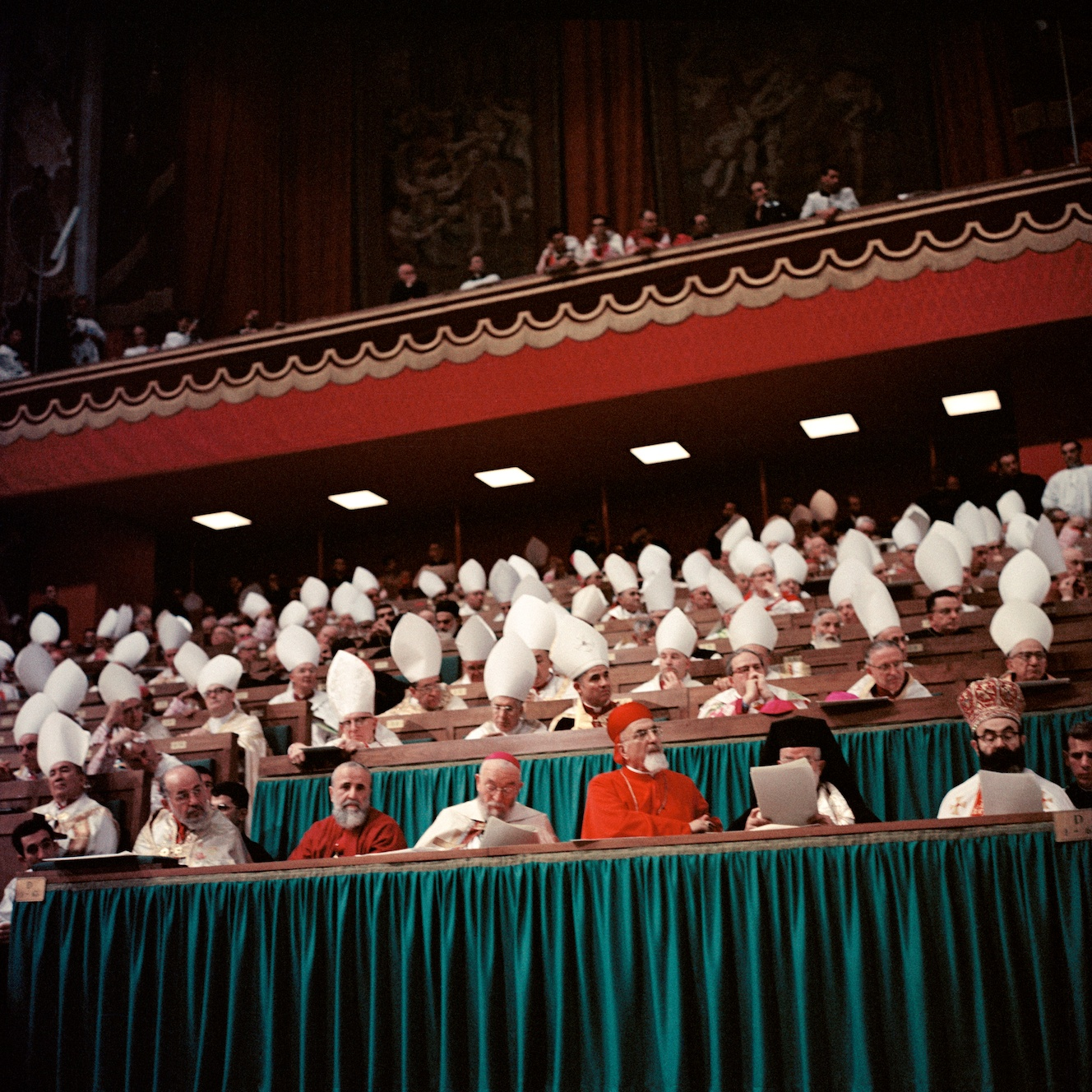
Сессия Собора

Основным документом Второго Ватиканского собора, в котором излагается социальное учение Церкви, является Gaudium et Spes, «Пастырская конституция о Церкви в современном мире», которая считается одним из основных достижений собора. В центре этого документа — утверждение о фундаментальности достоинства каждого человека, а также провозглашение церковной солидарности как с теми, кто страдает, так и с теми, кто заботится о страдающих:
Радость и надежда, скорбь и тревога наших современников, особенно бедных и всех страждущих — это также радость и надежда, скорбь и тревога учеников Христа.
Иные документы собора (как, например, Dignitatis Humanae, составленный в основном Джоном Кортни Мюрреем, американским иезуитом, имеют важное значение для социального учения Католической церкви о свободе в современном мире.

### Папа Павел VI

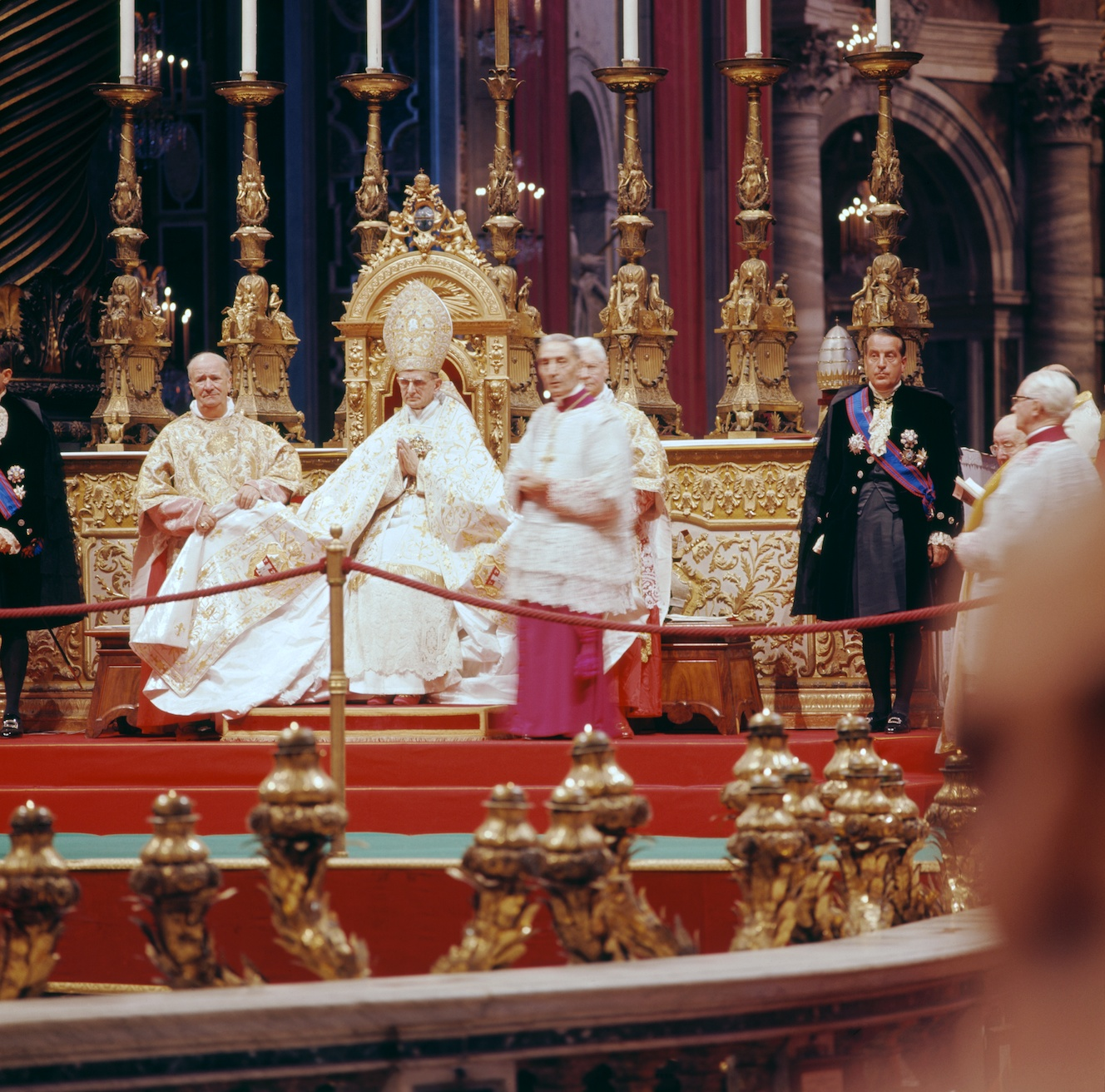
Фотография Павла VI, фотограф Лотар Воллех

Подобно своему предшественнику, Папа Павел VI уделил внимание неравенству между промышленно развитым Западом и «третьим миром» в энциклике Populorum Progressio (с лат. — «Развитие народов»). В ней он утверждал, что одной лишь свободной международной торговли недостаточно для исправления этого неравенства, а также поддерживалась деятельность международных организаций, которая наоборот этому способствовала. Папа Павел VI призвал богатые нации выполнить их моральное обязательство по отношению к бедным нациям, указывая на взаимосвязь между развитием и миром. Цель Церкви — не занять ту или иную сторону, но отстаивать человеческое достоинство:
Не может быть прогресса к полноценному развитию личностей без одновременного развития всего человечества в духе солидарности. 
В апостольском послании Octogesima Adveniens, увидевшем свет в мае 1971 года, Папа обратился к вызовам со стороны урбанизации и городской бедности, а также делался акцент на личной ответственности христиан, которые должны выступать против несправедливости. По случаю десятой годовщины Второго Ватиканского собора (26 октября 1975 года), Павел VI издал апостольское воззвание Evangelii Nuntiandi (с лат. — «Евангелизация в современном мире»). В ней он заявил, что борьба с несправедливостью является важнейшей составляющей евангелизации современных народов.

## Принципы

### Субсидиарность
Папа Пий XI утверждал:
Фундаментальный принцип социальной философии, закрепленный и неизменяемый, заключается в том, что никто не должен отнимать у индивидуума и передавать обществу то, что он может сделать благодаря своим предприимчивости и трудолюбию. (Пий XI, Quadragesimo anno, 79)

### Дистрибутизм и социальная справедливость
Согласно принципу дистрибутизма социальные и экономически структуры должны продвигать социальную справедливость, включая широкое распространение права собственности, прогрессивное налогообложение, антимонопольное право и экономические кооперативы. Rerum Novarum, Quadragesimo Anno, Centesimus Annus и Caritas in Veritate являются документами, которые отстаивают справедливое распределение доходов и богатства.

## Энциклики и другие официальные документы
- Rerum Novarum (1891)
- Quadragesimo Anno (1931)
- Mater et Magistra (1961)
- Pacem in Terris (1963)
- Dignitatis Humanae (1965)
- Populorum Progressio[англ.] (1967)
- Humanae Vitae (1968)
- Octogesima Adveniens[англ.] (1971)
- Laborem Exercens (1981)
- Sollicitudo Rei Socialis (1987)
- Centesimus Annus (1991)
- Evangelium Vitae (1995)
- Deus Caritas Est (2005)
- Компендиум социального учения Церкви[англ.] (2005)
- Caritas in Veritate (2009)
- Evangelii Gaudium[англ.] (2013)